# Reinhold Pohlmann
Reinhold Pohlmann  (geboren im 19. Jahrhundert; gestorben im 20. Jahrhundert) war ein preußischer Verwaltungsjurist. 1940 bis 1944 verwaltete er vertretungsweise als Landrat den  Kreis Rees.
Der Jurist Reinhold Pohlmann war seit 1920 als Regierungsassessor im preußischen Verwaltungsdienst beschäftigt. 1940 Oberregierungsrat bei der preußischen Regierung in Potsdam tätig, vertrat er Otto von Werder, während dessen Abordnung zur Militärverwaltung in Belgien von Mai 1940 bis September 1944 als Landrat des Kreises Rees.